# Fort Frederik Hendrik (Mauritius)

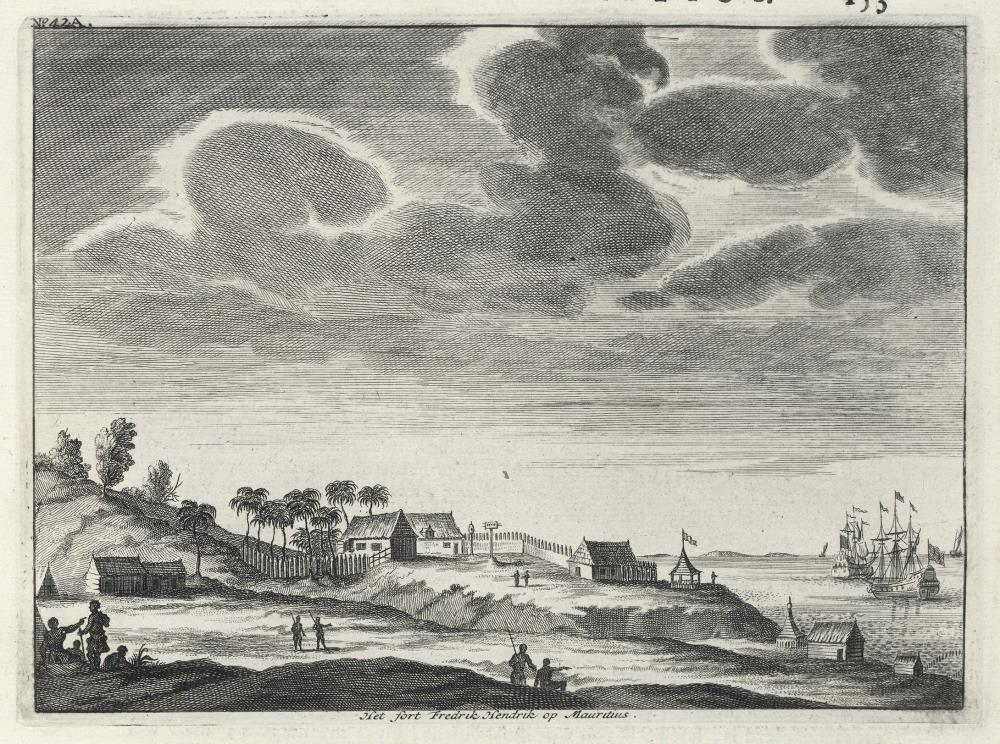
Het fort in Oud en Nieuw Oost-Indiën van François Valentijn uit 1726, collectie Koninklijke Bibliotheek

Het Fort Frederik Hendrik was een Nederlands VOC-fort op het eiland Mauritius, gebouwd in 1638.
In mei 1638 begonnen de Nederlanders met een houten fort, uitgerust met een bastion en kanonnen op elke hoek van de haven. Het werd gebouwd onder leiding van Cornelis Gooyer. Het fort was gereed op 29 augustus 1638.
Het was het eerste VOC-fort in de oostelijke gebieden van Mauritius en diende als administratief gebouw voor dat gebied en als verdedigingswerk voor aanvallen uit zee. De andere forten hadden als doel om als verdedigingswerk te dienen tegen de inheemse volken.
Vandaag de dag is er, behalve wat funderingsresten onder de grond, niets van het fort over. Het fort werd aangevallen door ontsnapte slaven en is destijds in brand gestoken.